# Master of Magic (Computer-Rollenspiel)
Master of Magic ist ein Rollenspiel, das die britische Firma Mastertronic im Oktober 1985 für die Heimcomputer Commodore 64 und ZX Spectrum veröffentlichte.

## Handlung
Der Spieler wurde, während er eine Höhle erkundete, vom bösen Zauberer Thelric in eine magische Welt entführt. Thelric zwingt ihn, für sich das Amulett der Unsterblichkeit zu finden.

## Spielprinzip und Technik
Der Bildschirm ist in fünf Bereiche unterteilt.
- In einem etwa ein Sechstel des Bildschirm einnehmenden Quadrats in der linken oberen Ecke wird die Spielumgebung als Live-Umgebungskarte in stilisierter, zweidimensionaler Draufsicht gezeigt. Von der in Felder unterteilten Spielumgebung sind nur die Felder sichtbar, die frei einsehbar sind; durch Mauern oder Hindernisse werden Teile der Umgebung ausgeblendet. Neben der Spielfigur sind Gegner und Objekte auf der Karte eingezeichnet.
- Rechts daneben nimmt ein Fenster für die textuelle Beschreibung des Spielgeschehens etwa ein Drittel des Bildschirms ein.
- Ein den Bildschirm quer durchziehender Streifen unterhalb der oben genannten Fenster bietet Platz für das kontextsensitive Menü in Textform. Befehle und Objekte, die in der jeweiligen Spielsituation nutzbar sind, werden dort aufgelistet und können per Joystick ausgewählt werden. In Kämpfen werden nutzbare Kampfoptionen und Gegenstände angezeigt.
- Die unteren etwa 40 % des Spielbildschirms dienen der graphischen Anzeige wichtiger Elemente der Spielumgebung wie Gegner oder nutzbare Gegenstände.
- Rechts oben in der Ecke des Bildschirms befindet sich eine kleine Anzeige für Lebensenergie und Mana der Spielfigur sowie die Spielzeit.

## Produktionsnotizen
Die Musik zum Spiel ist eine Coverversion des Tracks Shibolet (1981) von Larry Fast und wurde von Rob Hubbard für den C64 adaptiert.

## Rezeption
Das deutsche Computermagazin 64’er beschrieb Master of Magic als "nicht allzu komplexes Rollenspiel mit Elementen [...] aus Adventures und Actionspielen". 64'er-Redakteur Boris Schneider-Johne lobte die Grafik, den "umwerfenden" Sound sowie das zugängliche Spielprinzip. Die ebenfalls deutsche ASM bezeichnete das Spiel als „Adventure der neuen Generation“, das in jede Sammlung gehöre, und lobte die Grafik, die übersichtliche Benutzerführung sowie den „irren Sound“ von Rob Hubbard.